# 오버 미
"오버 미"(Over Me)는 한국에서 제작된 임창재 감독의 1996년 영화이다. 이용이 등이 주연으로 출연하였고 임창재 등이 제작에 참여하였다.

## 출연

### 주연
- 이용이
- 김선재
- 이하영
- 김중기
- 이지상
- 김진명

## 기타
- 음향: 김주리
- 애니메이션: 임창재